# Artemisia II av Karien
Artemisia II av Karien (grekiska Ἀρτεμισία), död 350 f.Kr., var drottning av Karien i Anatolien från 358 till 350 f.Kr. Hon var syster, hustru och efterträdare till kung Mausollos och främst berömd för det mausoleum hon uppförde till hans ära. 
Artemisia II var dotter till kung Hekatomnos av Karien, som formellt var persisk satrap, och syster till Mausollos, Idrieus av Karien (död 344), Ada av Karien (död 326) och Pixodarus av Karien (död 335), som var och en i sin tur regerade i Karien. 
När hennes far avled 358 f.Kr efterträddes han av Artemisia och hennes bror Mausollos som kung och drottning. Då hennes bror och make avled 352 f.Kr. regerade hon ensam i två år fram till sin egen död. Som monark fortsatte hon den då rådande kariska utrikespolitiken och stödde oligarkin på Rhodos. 
Artemisia är mest känd i historien för sin intensiva sorg över sin make-broder. Enligt legenden ska hon ha druckit upp en del av hans aska varje morgon. Hon lät bygga ett gravmonument över honom, Mausoleet i Halikarnassos, som kallades ett av världens sju underverk, och som har gett namn åt ordet mausoleum.
Då hon dog efterträddes hon av sin yngre bror Idreus, som i sin tur efterträddes av sin syster-hustru Ada, som vid sin död 326 f.Kr testamenterade Karien till Alexander den store.